# 沃羅特涅茨區

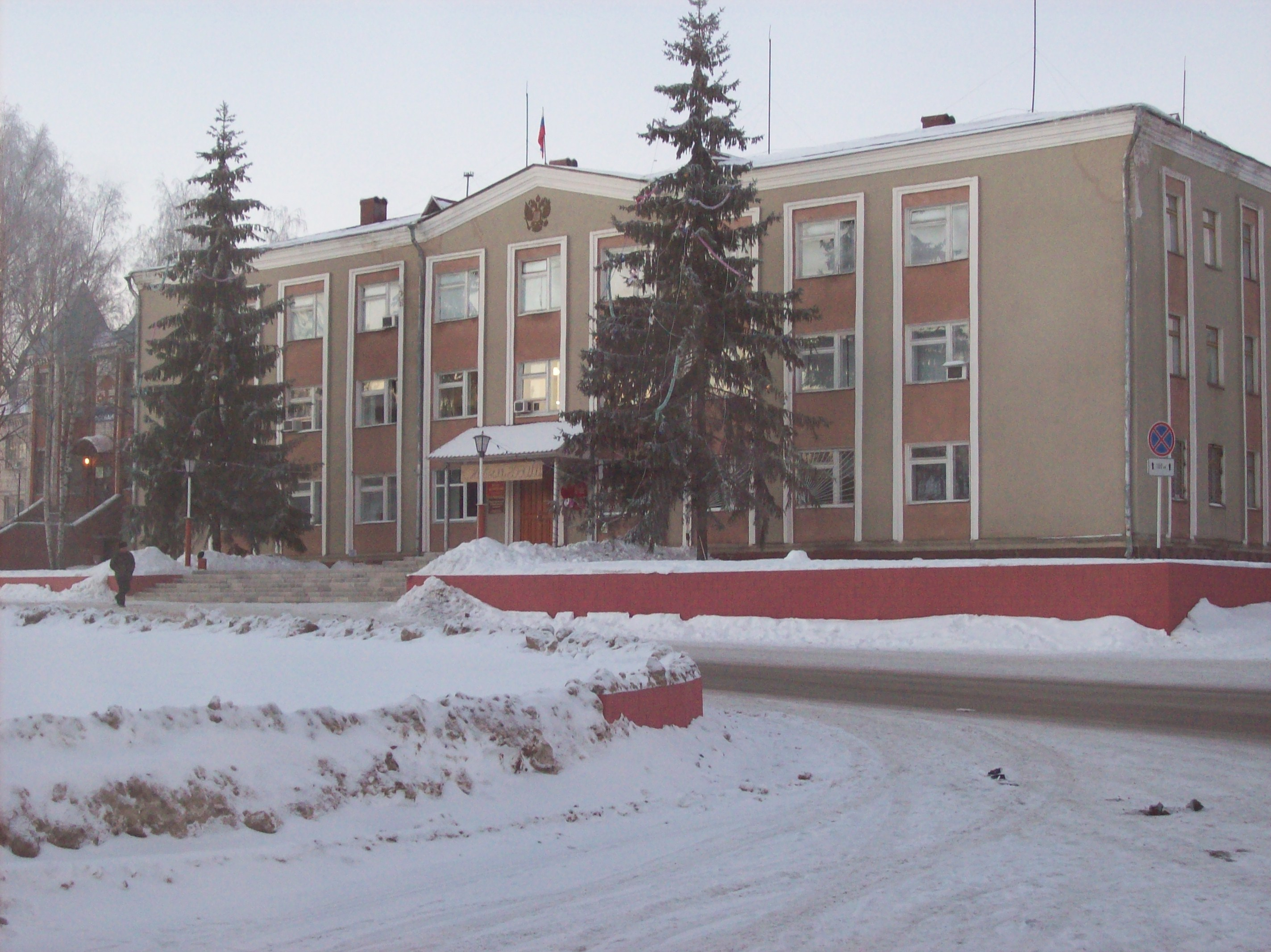

56°03′N 45°51′E / 56.050°N 45.850°E
沃羅特涅茨區（俄语：Воротынский район），是俄羅斯的一個區，位於該國西部，由下諾夫哥羅德州負責管轄，始建於1929年，面積1,935.8平方公里，2010年人口19,411，人口密度每平方公里10.03人。